# Марко II Цариградски
Марко II Цариградски (грч. Μᾶρκος Ξυλοκαράβης; буг. Марк Ксилокарав; умро после 1467) био је васељенски патријарх Цариграда од 1465. до 1466. године. Године 1467. постао је охридски надбискуп, положај који је обављао до своје смрти.

## Живот
Што се тиче раног Марковог живота, главни извор је документ Млетачког сената од 26. јуна 1466. године, којим се наређује млетачкој влади на Криту да спречи Марка и његовог оца у случају да покушају да потраже уточиште на острву. Из овог документа научници, попут Лорана, закључују да је у јуну 1466. године Марко II заправо био патријарх, да су он и његова породица претходно били на Криту и да су се противили Источно-Западној унији цркава успостављеној на Фирентинском сабору и коју је подржала Млетачка република.
Марко је постао митрополит Адријанопоља 1464. године, а у јесен 1465. (или почетком 1466.) изабран је за патријарха Цариградског уз подршку лаичких архонта као што су хартофилакс Георгије Галезиот и велики еклисијарх (тј. главни црквењак) Манојло (будући патријарх Максим III Цариградски), као и секретар султана Димитрија Кирицеса. С друге стране, познато је да су неки епископи одбили да га помињу током Божанске литургије, као знак да га не признају за патријарха, вероватно оптужујући га за симонију.
Марко II се сукобио углавном са фракцијом састављеном од племића бившег Трапезунтског царства који су били приморани да се преселе у Цариград након пада Трапезунта под Османлије 1461. године. Ова фракција је подржавала свог кандидата за патријаршијски престо, будућег патријарха Симеона I Цариградског. Симеон је успео да се дочепа престола, поклонивши османској влади 2000 златника, чиме је започео симонистичку праксу која је обележила историју Цариградске патријаршије у наредним вековима. Међутим, према Лорану, који смешта патријаршију Марка II после Симеона I, Марко II је купио патријаршијску функцију плативши 2000 златника.
Без обзира на узрок, Марко II је понижено збачен са престола, суочавајући се са каменовањем у јесен 1466. или почетком 1467. године. Међутим, убрзо је рехабилитован и султан Мехмед II га је именовао за охридског надбискупа. Охридска архиепископија је у то време била полуаутономни главни верски центар османске Бугарске. Датум смрти Марка II није познат.

## Спорна хронологија
Не постоји консензус међу научницима око хронологије владавине Марка II.
Многи научници, као што су Киминас (2009), Рансиман (1985), Грумел (1958) и епископ Герман из Сардије (1933–1938), као и званична веб страница Васељенске патријаршије, прате хронике Доротеја из Монемвасије и смештају владавину Марка II пре Симеона I из Цариграда, чак и ако са неким мало другачијим сугестијама о тачним датумима владавине, међутим генерално у распону од 1465. до 1467. године.
Лоран (1968), а затим Подскалски (1988), сматра да су се сукоби са Симеоном I догодили док је Марко II још увек био митрополит Адријанопоља, и смештају владавину Симеона I пре владавине Марка II. Само Лоран предлаже други кратки патријархат Марка након прве владавине Дионисија I Цариградског крајем 1471. године.